# ویندسین
ویندسین یا ویندزین (به انگلیسی: VINDESIN SULFATE)
رده درمانی: درمان نئوپلاسم
اشکال دارویی: آمپول

## مکانیسم اثر
ویندزین متافاز میتوز رامتوقف می‌کند. ویندزین با اتصال به میکروتوبول‌ها مانع فعالیت آن‌ها شده و در نهایت باعث مرگ سلول می‌شود.

## موارد مصرف
ویندزین در درمان ‌لوسمی‌های حاد، لنفوم‌ها و بعضی ازتومورهای جامد از جمله پستان و ریه مصرف می‌شود.

## متابولیسم دارو
ویندزین نیمه عمر سه‌مرحله‌ای دارد که نیمه عمر نهائی آن حدود20 ساعت است. دفع دارو کلیوی است.

## عوارض جانبی
نفروپاتی، تضعیف فعالیت‌مغز استخوان، کم‌خونی و ترومبوسیتوپنی و نوروتوکسیسیتی از عوارض جانبی مهم ویندزین است.